# Zelliger Alajos
Zelliger Alajos Pál (Zohor (Pozsony vármegye), 1863. június 27. – Nagyszombat, 1942. március 27.) római katolikus pap, nagyszombati érsekhelynöki titkár, kanonok, szentszéki jegyző és levéltárnok.

## Családja
Zelliger József kántortanító, később nagyszombati tanítóképző intézeti igazgató és Schilhanek Katalin fia. Zelliger Vilmos öccse és Zelliger Arnold bátyja.

## Élete
A gimnáziumot Nagyszombatban, a bölcseletet és teológiát Esztergomban végezte. Mint szerpap fővárosi hitoktatónak nevezték ki. 1885. december 16-án fölszenteltetett. 1888. június 22-től 1897-ig Nagyszombat káplánja és 1888-1895 között káptalani karkáplán, 1888. augusztus 29-től 1895-ig egyúttal királyi katolikus tanitóképzőintézeti tanár, 1895. március 26-tól helyettes igazgató tanár volt. 1891. június 11-én a katolikus legényegylet elnökévé nevezték ki. (Az intézet az 1895-1896. tanév végével megszűnt). 1896. január 31-én a Szent István Társulat tudományos és irodalmi osztályának tagjává választatott, 1915-ben pedig a II. osztályú tagja lett. 1897. július 6-án a hercegprímás kinevezte a nagyszombati érseki helynökség titkárává, egyúttal levéltárnokává és szentszéki jegyzővé. 1909. október 6-án a katolikus népnevelők egyesülete tiszteletbeli tagjává választotta. 
1913-ban születésének ötvenedik évfordulója alkalmából 15 ezer koronával leányrokonai javára alapítványi helyet létesített a nagyszombati Orsolya-szűzek nevelőintézetében (internátus). 1916-ban nagyszombati plébános és kanonok lett, 1922-ben a helynök helyettese, 1931-ben pedig pápai prelátus.

## Írásai
Már mint növendékpap az irodalommal kezdett foglalkozni s több pályadíjat nyert; írt cikkeket, könyvbirálatokat sat. a Népiskolai Tanügybe, a Figyelőbe, a Népnevelőbe, Magyar Államba, Magyar Koronába, Hazánkba sat., beszédeket a Külföld Szónokaiba. Főbb cikkei: István bácsi Naptárában (1884. Kubinszky Mihály püspök), a Magyar Katholikusban (1885. Majer István), a Hazánkban (1887. Kubriczky Endre), a Figyelőben (1888. Rényi Rezső). a Népnevelőben (1888. Cselka Nándor, Zádori János, Somogyi Károly, Hornyik Károly, Lonkai Antal), a kath. Egyh. Közl.-ben (1890. Balásfi Tamás 1580-1625).

## Művei

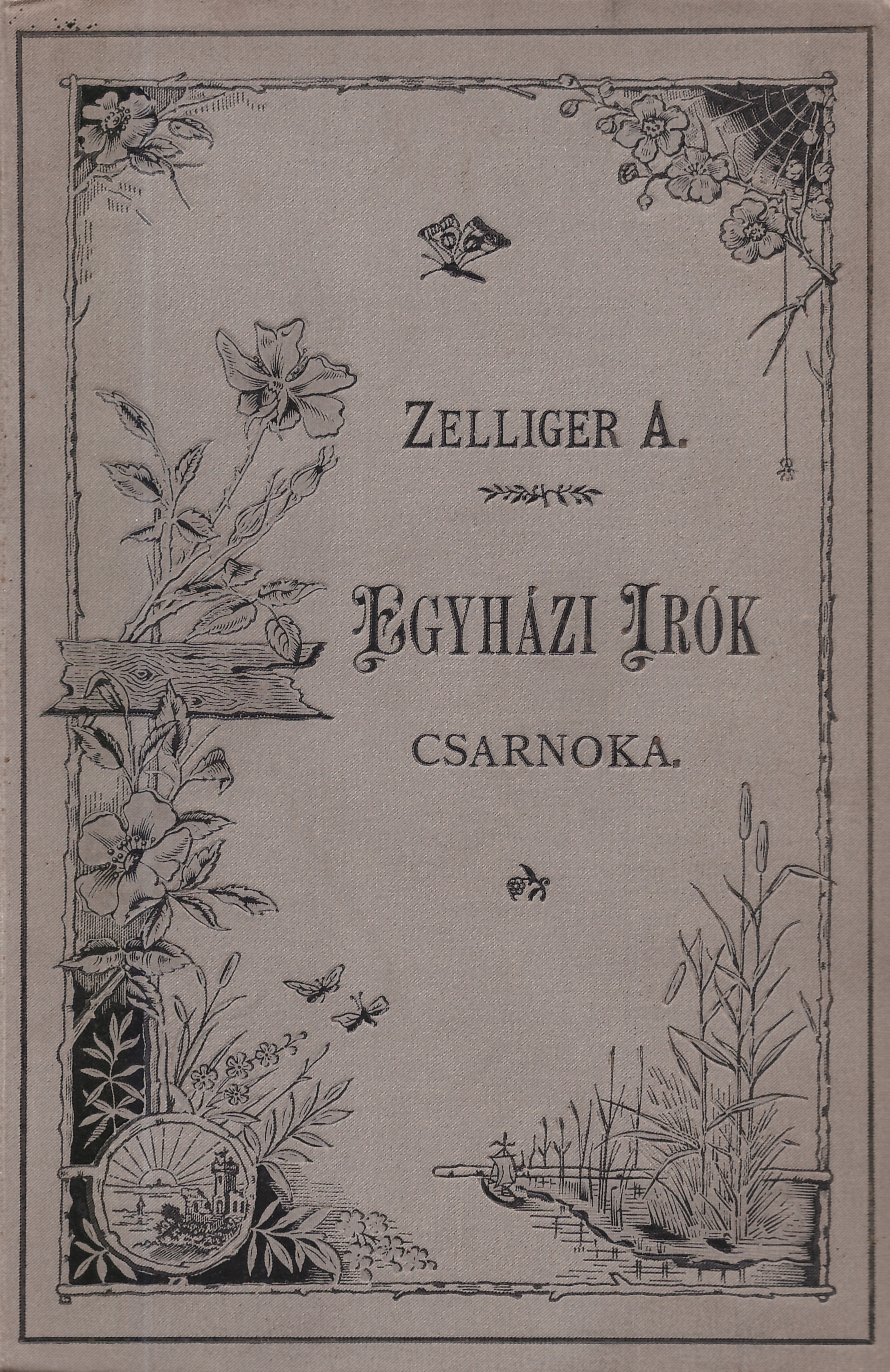
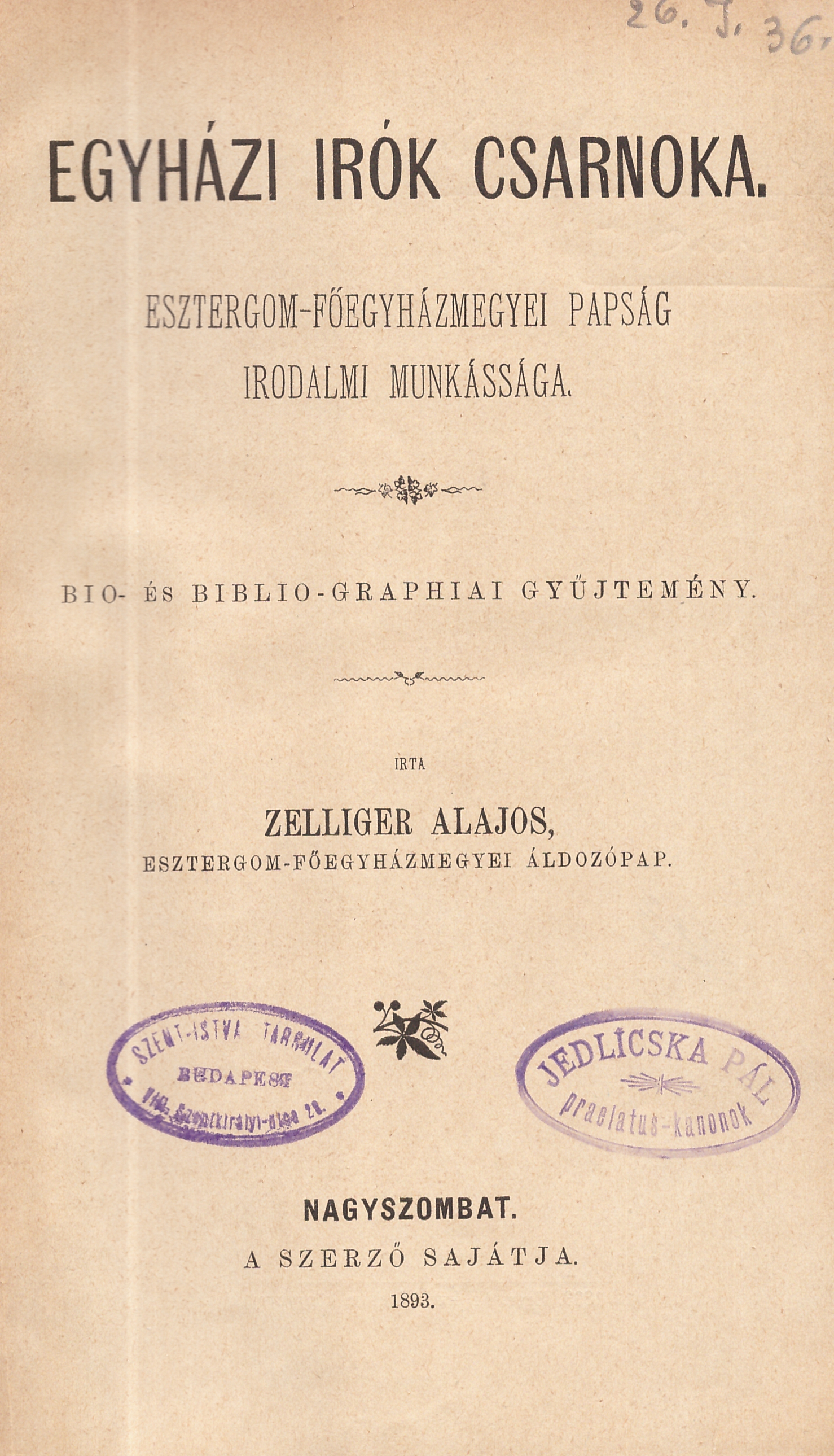

- Simor János, herczegprimás, bíbornok és esztergomi érsek vázlatos élet- és jellemrajza. Budapest, 1886. (Különny. a M. Katholikusból)
- Esztergom vármegyei írók, vagyis Esztergom városában és vármegyében született, vagy működött írók koszorúja.  Pályadíjjal koszorúzott mű. Budapest. 1888
- Egyházi írók csarnoka. Esztergom főegyházmegyei papság irodalmi munkássága. Nagyszombat, 1893. (Ism. Kath. Szemle) elektronikusan elérhető
- Útmutató a magyar nyelv tanításához a direkt módszer alapján. Többekkel. Budapest, 1898
- Üdvösségünk. Imádságoskönyv. Pozsony, 1911
- Emlékbeszéd Jedlicska Pálról. Budapest, 1922 (A SZIA emlékbeszédei I. 2.)
- Pantheon Tyrnaviense... Nagyszombat, 1931

Szerkesztette a Népnevelőt 1886. szept. – 1888. jún. 15-ig. Munkatársa volt a Pallas és a Révai nagy lexikonának, adatközlője Szinnyei József és Gulyás Pál: Magyar írók élete és munkái című műveknek.

## Álnevei
Zohori A., -er Alajos, -os Pál sat, a Magyar Államban, Magyar Koronában, Népisk. Tanügyi Figyelőben és a Népnevelőben.